# Hüttenseifen
Die Hüttenseifen (von den Bewohnern Niederfischbachs häufig Langenbach genannt) ist ein etwa 1,7 km langer, orografisch rechter Nebenfluss der Asdorf in Rheinland-Pfalz, Deutschland. Der Bach fließt vollständig im Gebiet der zum Landkreis Altenkirchen gehörenden Ortsgemeinde Niederfischbach.
Der Höhenunterschied zwischen Quelle und Mündung beträgt etwa 80 m, was bei einer Gewässerlänge von rund 1,7 km einem mittleren Sohlgefälle von 47,2 ‰ entspricht. 

## Geographische Lage

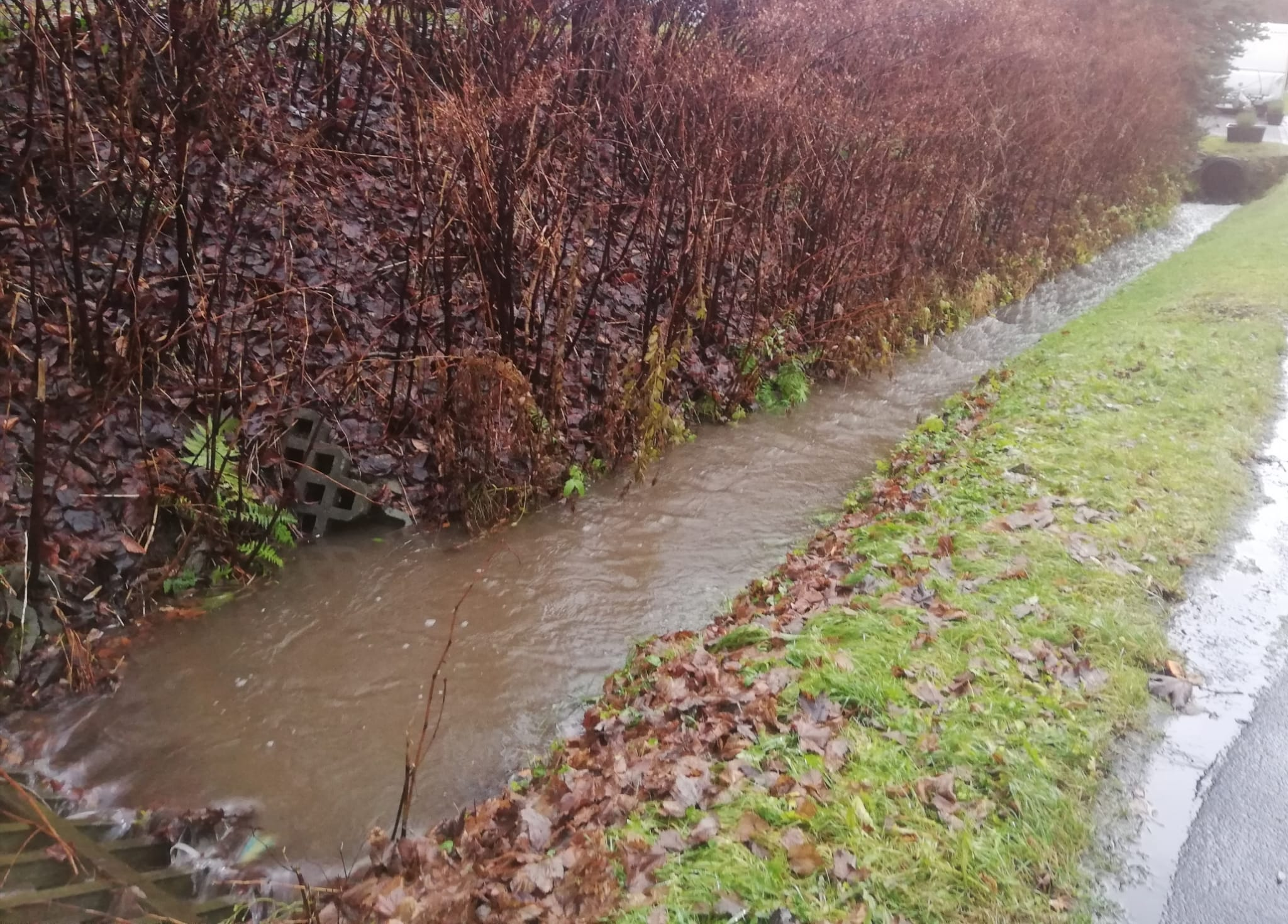
Hüttenseifen kurz vor der Mündung in die Asdorf

Die Hüttenseifen entspringt über 300 m südlich des Ginsbergs und rund 800 m südwestlich des Asdorfer Weihers. Der Fluss liegt gänzlich im Naturraum des Freudenberger Berglandes. Der kleine Bach hat eine südliche Laufrichtung. Nach fast 400 m Wald durchfließt der Bach zum ersten Mal Siedlungsgebiete. Dies sind die verwachsenen Dörfer Langenbach und Hüttseifen. Nach dem Durchfluss dieser Siedlungen fließt die Hüttenseifen über 200 m durch eine Auenlandschaft, ehe sie nach den letzten 700 Metern Flusslauf bei Fischbacherhütte in die Asdorf mündet. Der Bach wird von jeweils zwei linksseitigen und rechtsseitigen namenlosen Rinnsalen gespeist, die ungefähr zwischen 100 und 600 m lang sind.
Das Einzugsgebiet der Hüttenseifen grenzt im Norden an jenes der Plittersche und im Westen an jenes des Löcherbachs.